# (7293) Kazuyuki
(7293) Kazuyuki (1992 FH) – planetoida z pasa głównego asteroid okrążająca Słońce w ciągu 3,23 lat w średniej odległości 2,18 j.a. Odkryta 23 marca 1992 roku.